# San Giuliano dei Fiamminghi
San Giuliano dei Fiamminghi (lat.: Sancti Iuliani Flandrensium) ist eine Kirche in Rom. Sie befindet sich in Sant’Eustachio im VIII. Rione Roms. Früher wurde sie nach ihrem Patron Julianus Hospitator San Giuliano Ospitalerio benannt.
Am 26. November 1994 wurde sie durch Papst Johannes Paul II. zur Titeldiakonie erklärt. San Giuliano dei Fiamminghi ist zudem die Nationalkirche der Belgier in Rom (Flämisch: Sint Juliaan der Vlamingen).
Die Kirche befindet sich im zentralen Altstadtgebiet von Rom in der Via del Sudario Nr. 40, zwischen der Kirche Sant’Andrea della Valle und dem Largo di Torre Argentina.

## Kardinaldiakone
- Jan Pieter Schotte (1994–2005)
- Vakant (2005–2010)
- Walter Brandmüller, seit 2010, Kardinalpriester pro hac vice ab 2021

## Öffnungszeiten
Die Kirche ist Dienstag bis Donnerstag von 09:00 bis 12:30 Uhr geöffnet.